# Замайч, Луция
Лу́ция За́майч (латыш. Lūcija Zamaiča; 14 (26) февраля 1893, Эркены, Бауский уезд, Курляндская губерния, Российская империя — 17 января 1965, Рига, Латвийская ССР) — латышская писательница, поэтесса, феминистка.

## Биография
В 1907 году окончила женскую школу в Бауске, затем Елгавскую коммерческую школу (1908—1910).
Во время Первой мировой войны с 1915 года жила в эвакуации в Вятской губернии и в Архангельске, где работала библиотекарем. С 1925 по 1927 год продолжала учёбу во Франции, Италии и Алжире.
С 1927 жила в Риге, была современной женщиной и активной защитницей прав женщин, часто благодаря своему литературному творчеству. В 1920—1930-х годах обвинялась в нарушении общественной морали. Любила шокировать общество. Придерживалась социалистических идей, в своих произведениях часто говорила о роли женщины в капиталистическом обществе, описывала гражданский брак как узаконенную проституцию.
Давала частные уроки для девушек, которые не могли позволить себе образование, преподавала латышский, русский, немецкий и английский языки и литературу.
Во время немецкой оккупации в 1941 году была арестована и заключена в тюрьму на девять месяцев. С 1942 по 1946 год работала в торговле.
Во время войны все её рукописи были уничтожены, Л. Замайч не смогла этого пережить и пришла в помешательство. Во время своих прогулок по улицам Старой Риги Замайч продолжала создавать стихи, но нигде не печатала их.

## Творчество
Дебютировала в 1917 году, опубликовав сборник стихов «Моя душа» («Mana dvēsele»). Затем вышли поэтические сборники «L’interieur» (1920), «Северное солнце» («Ziemeļu saule», 1921), «69°33’11″ северной широты» («69°33’11″ ziemeļu platuma», 1923), «Блуждая по улицам» («Ielu maldos», 1923), «Я, Луция Замайча, и мои слова» («Es, Lūcija Zamaiča, un mani vārdi», 1923), «Кабаре любви» («Mīlas kabarejs», 1930).
Л. Замайч написала также повести: «Цыган и три дамы» («Čigāns un trīs dāmas», 1923), «Дневник Ливии» («Līvijas dienas grāmata», 1925).
Занимая демократические позиции, выступала против буржуазии, мещанства, против лжи в семейной жизни. Разоблачению пороков буржуазного общества посвящён её реалистический роман «Директор Казраг» («Direktors Kazrags», 1927). Некоторым произведениям Л. Замайч присущи черты эротизма.
Использовала псевдонимы: Ирэн Капар, Зайга Страуме, А. Кайя, Юнона, Шичка, Кри-Крис, Фифи, Сили.
Похоронена на Лесном кладбище в Риге.